# Chvalský mlýn
Chvalský mlýn je bývalý vodní mlýn v Praze 9-Horních Počernicích v bývalé samostatné obci Chvaly, který stojí na potoce Chvalka na hrázi Chvalského rybníka na rohu ulic Slatiňanská a Stoliňská. V areálu sídlí soukromé rehabilitační a léčebné zařízení.

## Historie
Vodní mlýn založili jezuité po roce 1652 spolu s rybníkem a pivovarem. Po ukončení provozu jej roku 1908 koupila Církev bratrská a přestavěla na sirotčinec.